# Leydigova celica
Leydigove celice (tudi intersticijske celice) so celice v intersticiju med semenskimi cevkami v modih (testisih), ki izločajo androgene, med drugim tudi testosteron. Poimenovane so po nemškemu anatomu Franzu Leydigu, ki jih je odkril leta 1850.

## Morfološke značilnosti
Celice so okrogle ali poligonalne oblike s centralno ležečim jedrom. Citoplazma je eozinofilna in vsebuje številne lipidne kapljice. Dobro razvita sta tudi Golgijev aparat ter gladki endoplazemski retikulum (GAR), v katerem se nahajajo skoraj vsi encimi, ki sodelujejo pri nastajanju androgenov (npr. lipaze, esteraze in steroidne dehidrogenaze); izjema je le dezmolaza (cepi stranske verige holesterola), ki se nahaja v mitohondrijih. 
Zrele celice vsebujejo poleg vsega še t. i. Reinkejeve kristale ter zrnca lipofuscina, ki se sorazmerno z leti kopičijo v celicah in jih lahko obravnavamo kot degenerativne produkte presnove (metabolizma) v celicah.

## Funkcije in razvoj osebka
Celice izločajo androgene, predvsem testosteron, pa tudi androstendion ter dehidroepiandrosteron (DHEA). Testosteron povzroči razvoj sekundarnih spolnih znakov pri moškem. Izločanje teh hormonov spodbuja luteinzirajoči hormon (LH), ki ga izloča adenohipofiza.
Leydigove celice začnejo prvič izločati testosreron v 8. tednu prenatalnega (pred rojstvom) razvoja osebka, kjer vpliva na razvoj moških spolovil, nato pa sledi obdobje zatišja, ki traja do pubertete, kjer začnejo vplivati na spermatogenezo. Na diferenciacijo Leydigovih celic v prenatalnem razvoju vpliva steroidogeni faktor 1 (SF1).

## Patologija
Iz Leydigovih celic se lahko razvije tumor mod oz. germinalnocelični tumor (GCT), ki je po navadi benigen, lahko pa se pojavijo tudi maligne variante.